# Hostie (België)
Hostie is een gehucht in de Belgische gemeente Bocholt. Het ligt enkele honderden meters ten noordwesten van Kaulille, nabij de vallei van de Warmbeek. Het bestaat uit Achterste Hostie en Voorste Hostie. Daarnaast is er nog Middelste Hostie, Winterdijk en Broek.

## Geschiedenis
De ietwat merkwaardige naam is waarschijnlijk terug te voeren op de benaming hofstede of hostert. Hostertterreinen waren gewoonlijk bewoond in de Romeinse tijd, verlaten gedurende de 3e eeuw, en in de Middeleeuwen opnieuw ontgonnen.
Op de Ferrariskaart uit de jaren 1770 is de plaats weergegeven als het gehucht Hostig.
Deelgemeenten: Bocholt · Kaulille · Reppel 

Overige plaatsen: Hostie · Lozen · Veldhoven 

Belgische gemeenten · Arrondissement Maaseik · Limburg · Vlaanderen